# Římskokatolická farnost Křinec
Římskokatolická farnost Křinec (něm. Kschinetz) je církevní správní jednotka sdružující římské katolíky na území městyse Křinec a v jeho okolí. Organizačně spadá do mladoboleslavského vikariátu, který je jedním z 10 vikariátů litoměřické diecéze. Centrem farnosti je kostel svatého Jiljí v Křinci.

## Historie farnosti
Již ve středověku existovala v Křinci farnost (plebánie), která však zanikla za husitských válek. Po třicetileté válce začalo být území farnosti spravováno řeholníky z okolních klášterů, např. dominikány z Nymburka. Matriky jsou pro místo zachovány od roku 1660. Farní kostel sv. Jiljí byl v Křinci vybudován ve 3. čtvrtině 17. století, snad okolo roku 1669. Později byl klasicistně upravován. V roce 1758 zde byla zřízena samostatná farnost. Ve 20. století přestala být farnost obsazována sídelním knězem. Do 31. května 1993 byla farnost součástí nymburského vikariátu. V letech 2005–2008 byla administrována excurrendo z Rožďalovic, od roku 2008 pak ze Mcel. Od 15. 3. 2023 je administrována excurrendo z Dobrovic. 

### Duchovní správcové vedoucí farnost
Začátek působnosti jmenovaného v duchovní správě farnosti od:
- 1357 Rappota, † 1378
- 1359 Nicolaus
- 1389 Mařík z Benátek
- 1398 Andreas z Bosně
- 1407 Petrus
- 1418 Joannes z Hořic
- 1650 Franciscus Hieronymus Lenz OFM
- 1651 Carolus Marcell OFM Cap.
- 1651–1654 kapucíni z Roudnice
- 1655 Stephanus Kaminski
- 1670 Joannes Theophilus Ostopoliensis OP
- 1689 Joannes Fiala
- 1690 Alexander Sauersieg
- 1693 Aegidius Havlitius OP
- 1695 Thoma Borowetz OP
- 1698 Cyprianus Passerinus OP
- 1701 Ambrosius Hyacinthus Reichl OP
- 1704 Michaël Mittag OP
- 1707 Rochus Malowesky OP
- 1710 Norbertus Eerben OP
- 1714 Rochus Malowesky OP
- 1717 Adrianus Kouřimský OP
- 1719 Joachim Nater
- 1724 Daniel Sertl
- 1725 Joachim Nater
- 1726 Andreas (Ondřej) Janda OP
- 1758 Wenceslaus Hegler
- 1768 Joannes Damaschko (Jan Damaška)
- 1781 Joann. Haabe (Jan Kryštof Haabe)
- 1796 Václav Symphorian Haber OFM Cap., † 7. 6. 1810
- 1810 par. vacat
- 1812 Franc. Prukner (František Xaver Prückner), n. 14. 3. 1770 Kostomlaty, o. 14. 11. 1796, † 30. 5. 1836
- 1837 par. vacat
- 1838 Jos. Neumann, n. 6. 12. 1806 Kostens., o. 19. 12. 1829, † 30. 4 1867
- 1848 Josef Nožička, n. 18. 1. 1810 Robausensis., o. 4. 8. 1834, † 4. 4. 1870
- 1871 Antonín J. Černovický, n. 16. 9. 1838 Turnov, o. 29. 7. 1863, † 9. 11. 1898
  - 1889 Rudolf Vrba, kaplan?, n. 6. 10. 1860 Bělá p. Bezdězem, o. 1887, † 18. 10. 1939 Mladá Boleslav
- 1898 par. vacat, admin. int. Joann. Jonáš
- 1899 Joann. Jonáš, n. 13. 1. 1864 Chyňava, o. 29. 6. 1890, † 30. 8. 1901
- 1901 par. vacat, admin. interc. Ferd. Hrubý
- 1902 Joann. Koppa, n. 15. 5. 1860 Josefov, o. 22. 5. 1887
- 1911 Franc. Vysoký, n. 4. 7. 1864 Poplzí, o. 29. 6. 1890, † 15. 5. 1935
- 1935 par. vacat, admin. excurr. Joann. Černovický
- 1936 par. vacat, admin. excurr. Rudof Sitte
- 1938 par. vacat, admin. excurr. Franc. Venzl
- 1. 10. 1939 Franc. Pražák, n. 11. 1. 1889 Dobrovice, o. 5. 7. 1914, † 7. 3. 1978
- 1. 11. 1958 Aug. Rokyta
- 1. 8. 1969 Jindřich Krtil
- 1. 8. 1970 Josef Zlámal, O. Melit.
- 1. 1. 1994 Petr Kubíček
- 15. 11. 1996 František Segeťa
- 1. 2. 2004 – 30. 6. 2018 trvalý jáhen Jaroslav Pekárek, admin. excurr. in materialibus
- 1. 10. 2005 Milan Matfiak, admin. excurr. in spiritualibus, 2005–2008 z Rožďalovic, pak ze Mcel
- 1. 7. 2016 Lukáš Hrabánek, admin. excurr. in spiritualibus ze Mcel;[6] od 1. 7. 2018 admin. excurr. ze Mcel
- 15. 3. 2023 František Janíček, admin. excurr. z Dobrovic[3]

Kromě kněží stojících v čele farnosti, působili ve farnosti v průběhu její historie i jiní kněží. Většinou pracovali jako farní vikáři, kaplani, katecheté, výpomocní duchovní aj.

### Galerie duchovních správců

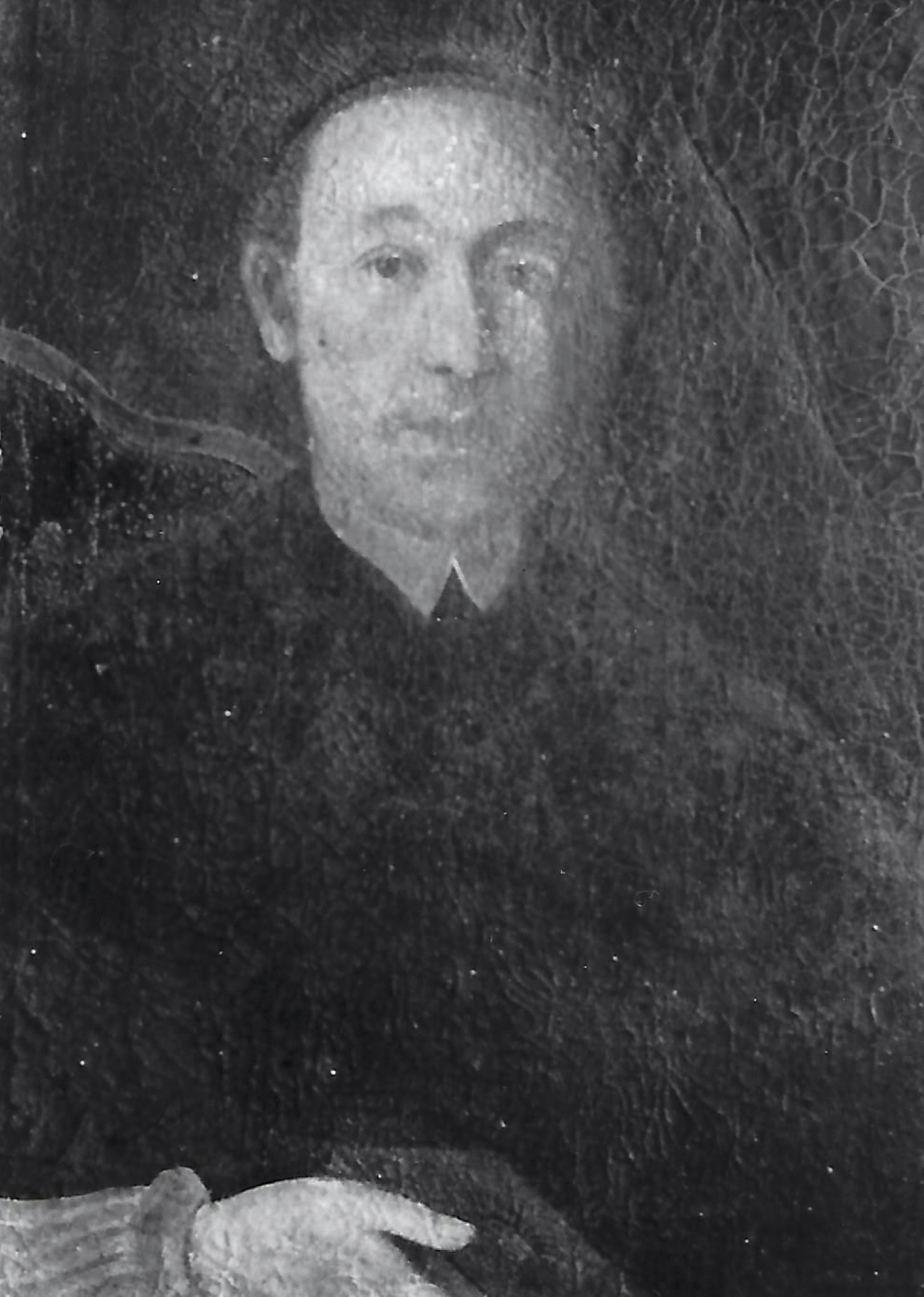
P. Ondřej Janda OP, duchovní správce v letech 1726–1758
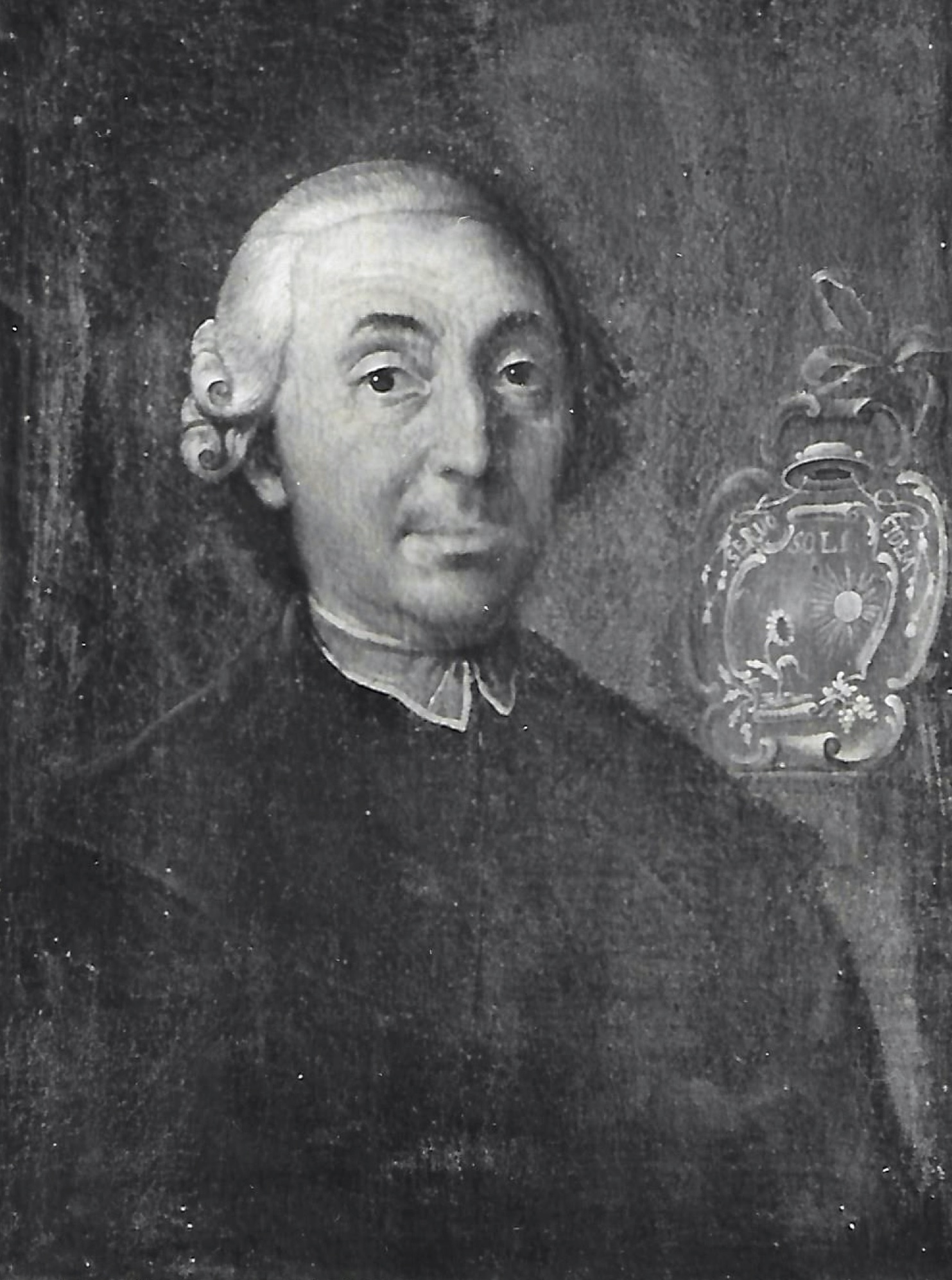
R.D. Jan Damaška, farář v letech 1768–1781
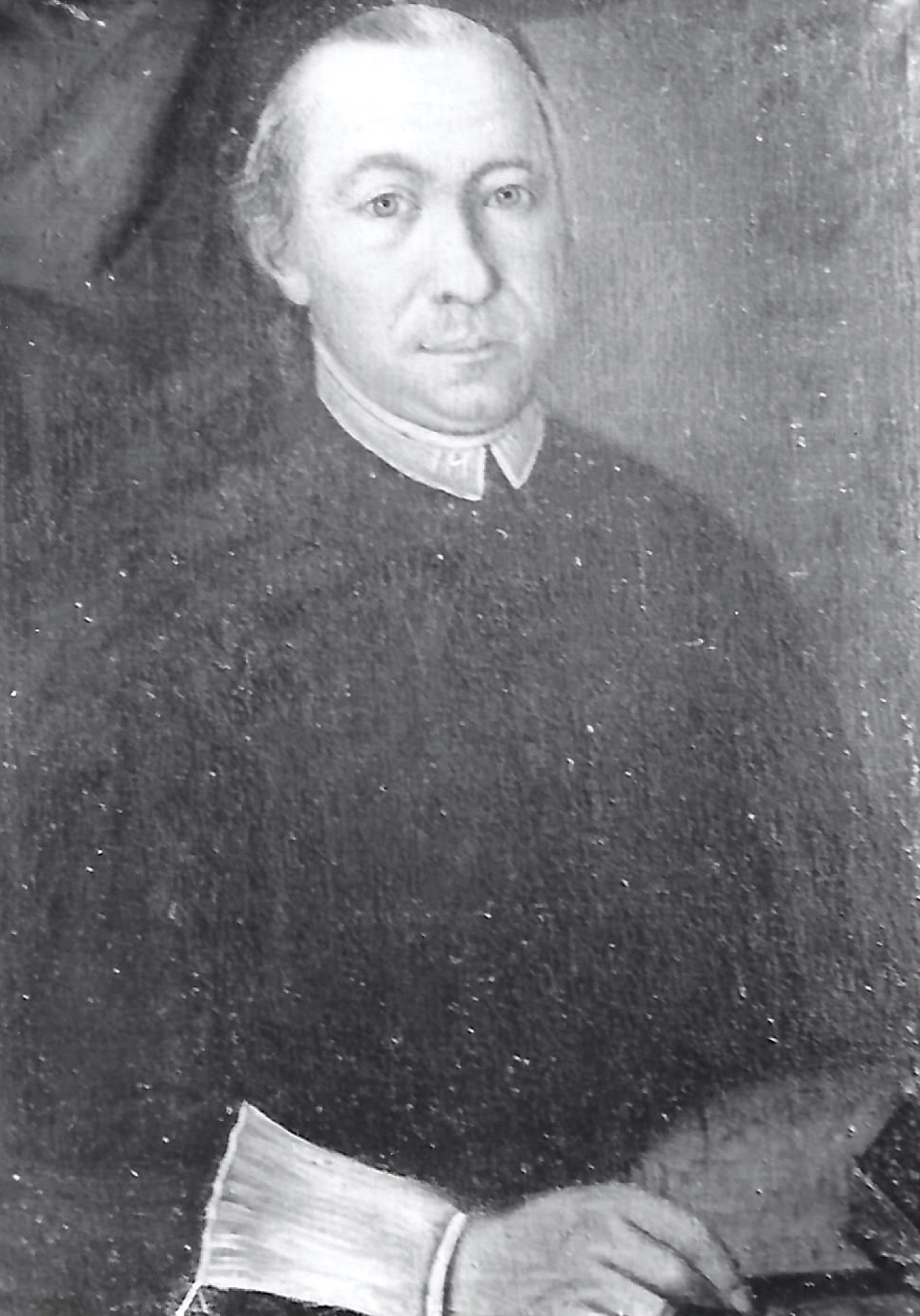
R.D. Jan Kryštof Haabe, farář v letech 1781–1796
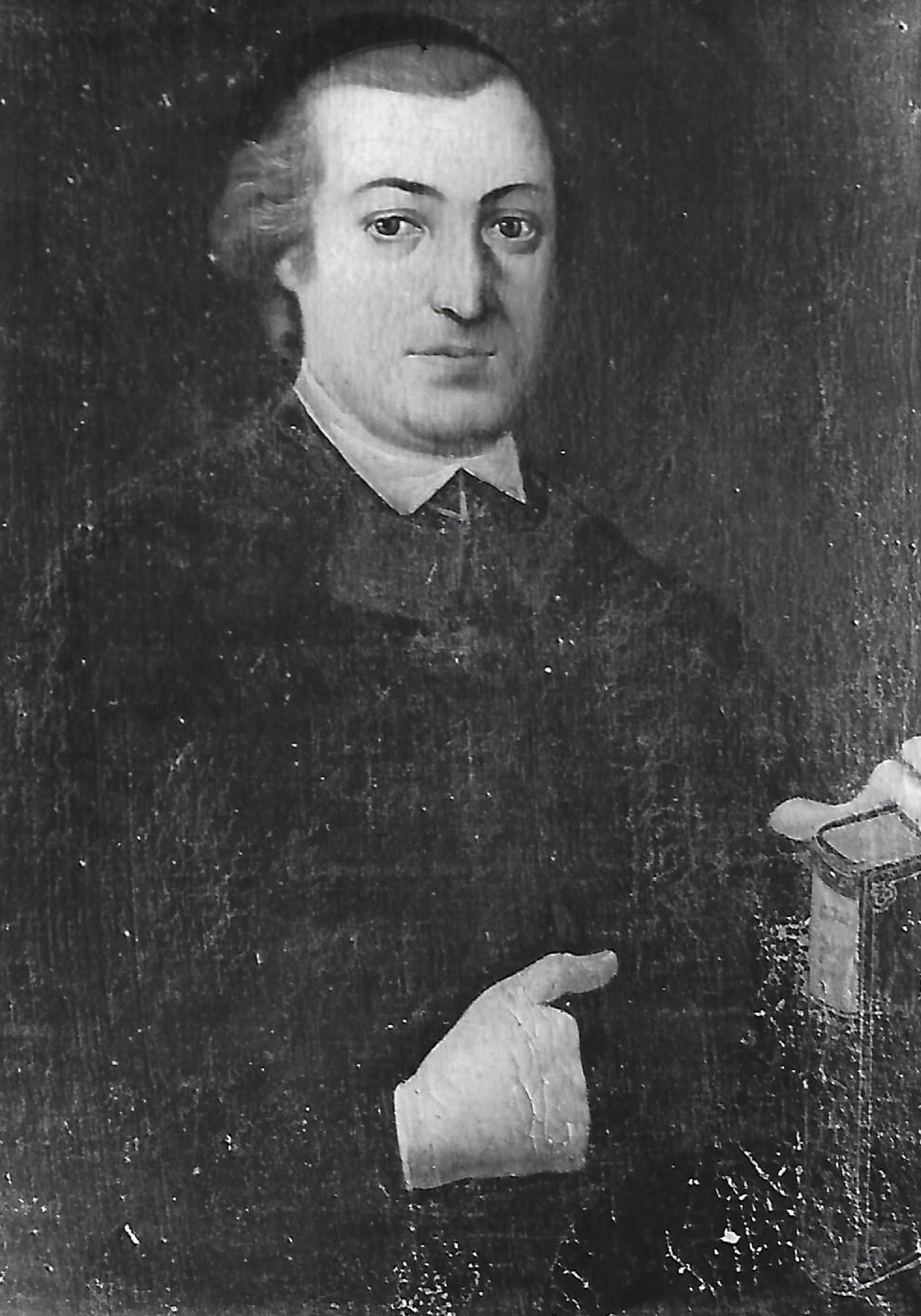
P. Václav Symphorian Haber OFM Cap., farář v letech 1796–1810
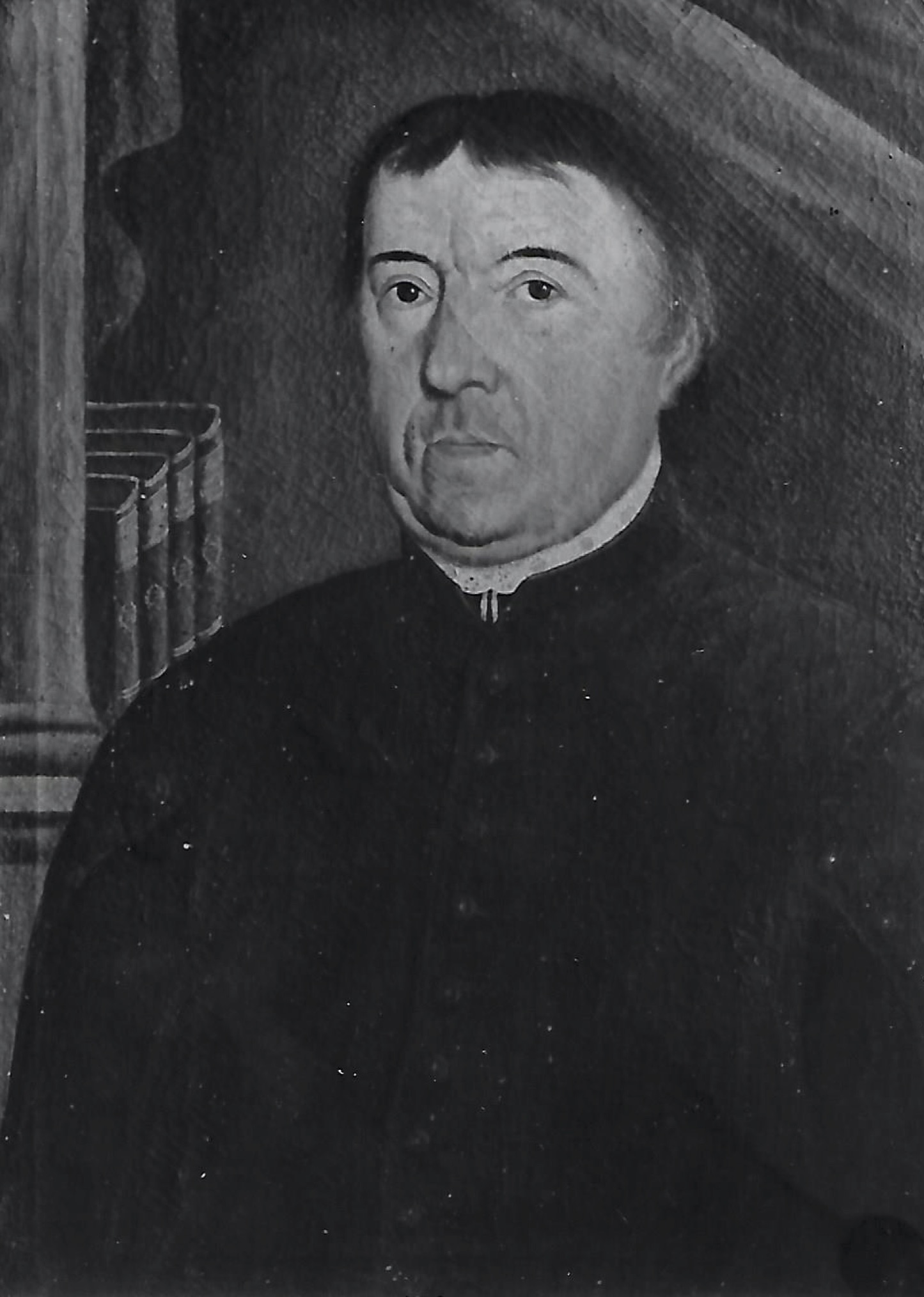
R.D. František Xaver Prückner, farář v letech 1812–1836
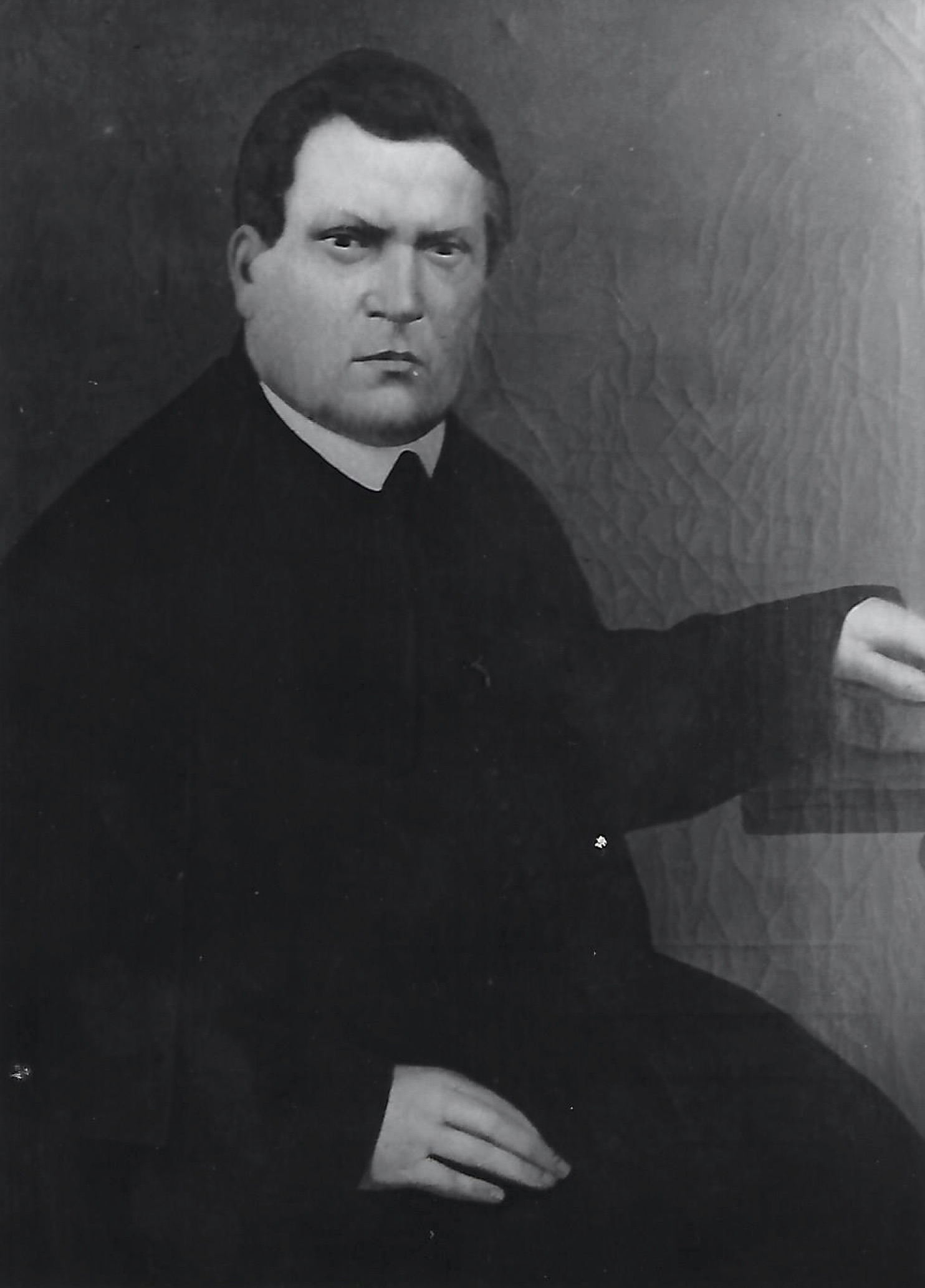
R.D. Josef Nožička, farář v letech 1848–1870
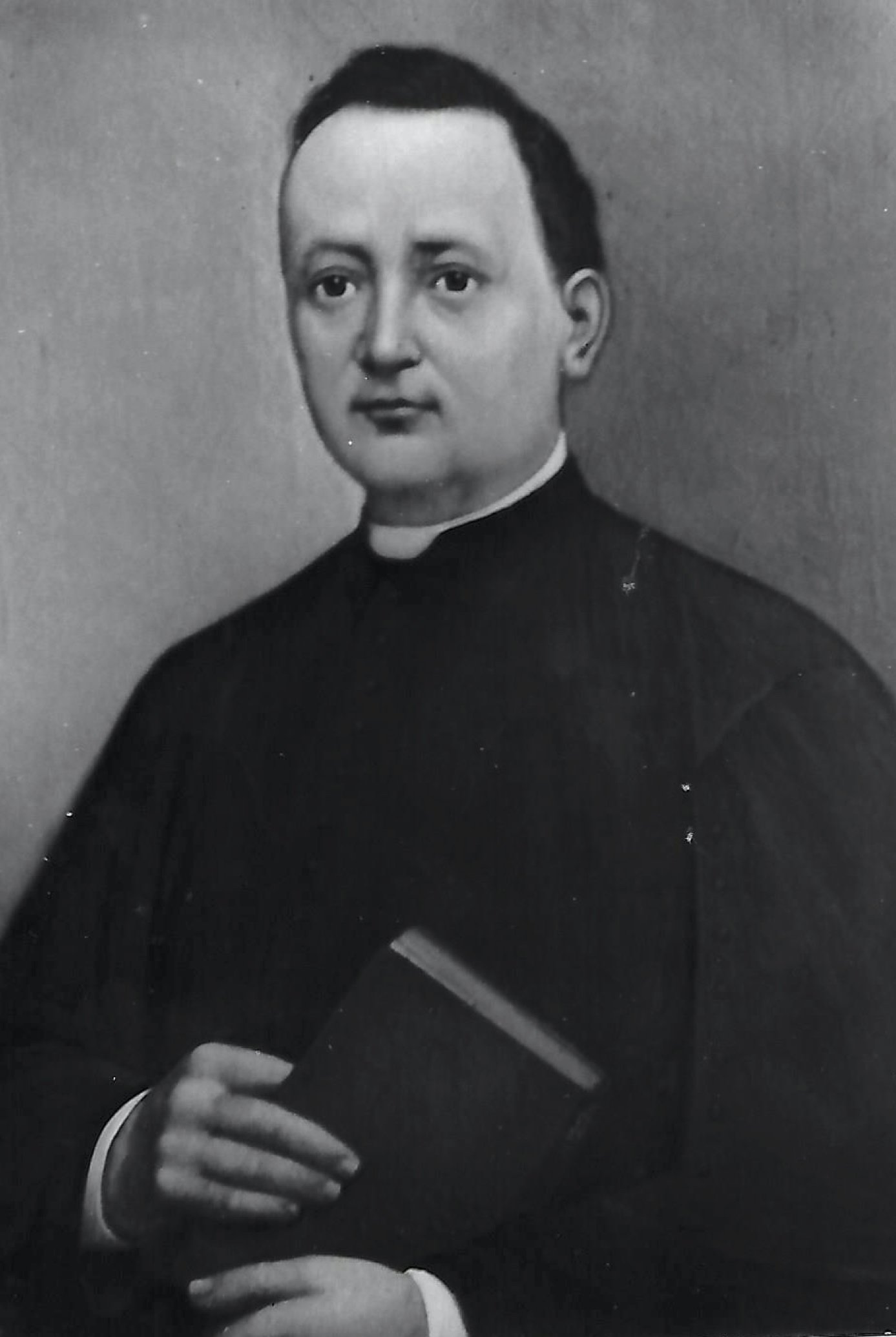
R.D. Antonín J. Černovický, farář v letech 1871–1898
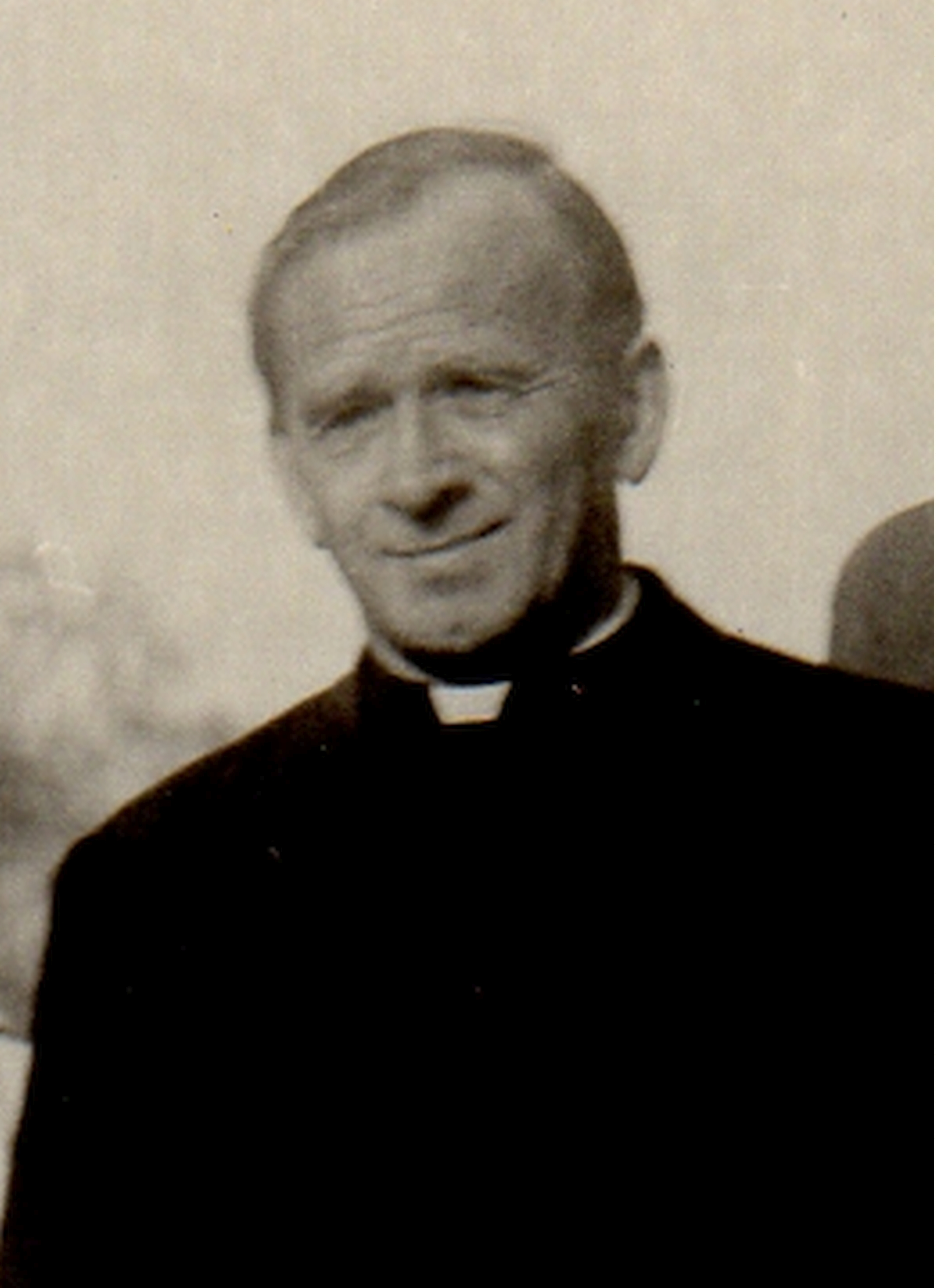
R.D. Rudolf Sitte, farář v letech 1936–1938

## Území farnosti
Do farnosti náleží území obce:
- Křinec
- Nové Zámky (Neuschloss)[p 2]
- Zábrdovice u Křince

## Římskokatolické sakrální stavby a místa kultu na území farnosti
| | Fotografie    | Stavba                               | Místo               | Bohoslužby                           | Zeměpisné souřadnice                                                                | Status                     | Číslo kulturní památky                       |
| Kostel a fara | Kostel a fara | Kostel a fara                        | Kostel a fara       | Kostel a fara                        | Kostel a fara                                                                       | Kostel a fara              | Kostel a fara                                |
| --- | ------------- | ------------------------------------ | ------------------- | ------------------------------------ | ----------------------------------------------------------------------------------- | -------------------------- | -------------------------------------------- |
| 1. |               | Kostel sv. Jiljí                     | Křinec              | bližší informace o bohoslužbách      | náves 50°16′3″ s. š., 15°8′25″ v. d.                                                | farní kostel               | 37839/2-1849 (Pk•MIS•Sez•Obr•WD) (Q24282904) |
| 2. |               | Fara                                 | Křinec              | —                                    | náves, vedle kostela sv. Jiljí 50°16′3″ s. š., 15°8′25″ v. d.                       | bývalé sídlo farního úřadu | 37839/2-1849 (Pk•MIS•Sez•Obr•WD) (Q24282904) |
| Kaple |               |                                      |                     |                                      |                                                                                     |                            |                                              |
| 3. |               | Kaple sv. Jana Nepomuckého           | Křinec              | bližší informace o bohoslužbách      | při silnici k Bošínu 50°16′27″ s. š., 15°8′16″ v. d.                                | hřbitovní kaple            | 17782/2-1850 (Pk•MIS•Sez•Obr•WD) (Q37336446) |
| 4. |               | Kaple Nejsvětější Trojice            | Křinec, Chotuc      | bližší informace o bohoslužbách      | na Chotuci 50°16′2″ s. š., 15°7′13″ v. d.                                           | hřbitovní kaple            | 10280/2-4272 (Pk•MIS•Sez•Obr•WD) (Q37336409) |
| 5. |               | Kaple sv. Václava                    | Křinec              | bohoslužby příležitostně             | rozcestí proti hřbitovní kapli sv. Jana Nepomuckého 50°16′28″ s. š., 15°8′14″ v. d. | výklenková kaple           | 19223/2-2975 (Pk•MIS•Sez•Obr•WD) (Q37336464) |
| 6. |               | Kaple                                | Zábrdovice u Křince | bohoslužby příležitostně             | náves 50°15′38″ s. š., 15°8′52″ v. d.                                               | obecní kaple               | —                                            |
| Sochy a venkovní kříže |               |                                      |                     |                                      |                                                                                     |                            |                                              |
| 7. |               | Socha sv. Jana Nepomuckého           | Křinec              | —                                    | rozcestí proti hřbitovní kapli sv. Jana Nepomuckého 50°16′28″ s. š., 15°8′14″ v. d. | socha                      | 37034/2-1856 (Pk•MIS•Sez•Obr•WD) (Q37336430) |
| 8. |               | Sloup se sochou Panny Marie          | Křinec              | —                                    | na Zeleném náměstí 50°15′50″ s. š., 15°8′11″ v. d.                                  | mariánský sloup            | 29303/2-3145 (Pk•MIS•Sez•Obr•WD) (Q37336397) |
| 9. |               | Venkovní kříž a zvonička             | Nové Zámky          | —                                    | náves 50°16′46″ s. š., 15°9′57″ v. d.                                               | krucifix a zvonice         | —                                            |
| Hřbitovy |               |                                      |                     |                                      |                                                                                     |                            |                                              |
| 10. |               | Hřbitov s kaplí Nejsvětější Trojice  | Křinec, Chotuc      | bohoslužby příležitostně             | východně od obce 50°16′2″ s. š., 15°7′12″ v. d.                                     | farní hřbitov              | —                                            |
| 11. |               | Hřbitov s Kaple sv. Jana Nepomuckého | Křinec              | bohoslužby příležitostně             | severně od obce 50°16′26″ s. š., 15°8′18″ v. d.                                     | obecní hřbitov             | —                                            |
| 12. |               | Židovský hřbitov                     | Křinec, Chotuc      | bohoslužby viz Židovská obec v Praze | východně od obce 50°15′55″ s. š., 15°7′4″ v. d.                                     | židovský hřbitov           | —                                            |
| Některé drobné sakrální stavby a pamětihodnosti lze dohledat zde v databázi Drobné sakrální památky Zaniklé sakrální stavby lze dohledat zde v databázi Poškozené a zničené kostely, kaple a synagogy v České republice |               |                                      |                     |                                      |                                                                                     |                            |                                              |

Ve farnosti se mohou nacházet i další drobné sakrální stavby, místa římskokatolického kultu a pamětihodnosti, které neobsahuje tato tabulka.